# George Helmore
George Helmore (Christchurch, 28 giugno 1862 – Maidenhead, 28 giugno 1922) è stato un rugbista a 15 e crickettista neozelandese.

## Biografia
George Helmore ha frequentato il Christ's College, in Nuova Zelanda. È stato uno dei giocatori più versatili a vestire la maglia neozelandese: a prova di ciò, pur figurando ufficialmente come utility back, ha nondimeno giocato come ala, centro, tre quarti e avanti.
Partecipò alla prima tournée in Australia con la selezione neozelandese nel 1884 e, in virtù di questa, viene ricordato come l'All Black numero 5. In quell'occasione Helmore ha disputato sette delle nove partite giocate dalla squadra, segnando tre mete nella seconda partita contro Cumberland County.
Helmore, inoltre, ha rappresentato Canterbury anche nel cricket negli anni '80 del diciannovesimo secolo, fino alla stagione 1891-92.